# Gabriela Suvová
Gabriela Suvová-Lehká (* 8. Februar 1972 in Jablonec nad Nisou) ist eine tschechische, vormals tschechoslowakische, Biathletin.

## Karriere
Gabriela Suvová war für SKP Jablonex aktiv. In einem ihrer ersten Rennen im Biathlon-Weltcup erreichte sie mit einem zweiten Platz in einem Sprint in Ruhpolding hinter Uschi Disl ihr bestes Weltcupresultat. Es folgten die Olympischen Winterspiele 1992 von Albertville. Bei den Rennen in Les Saisies wurde Suvová für die Tschechoslowakei startend 56. des Einzels, 18. des Sprints und mit Jana Kulhavá und Jiřína Adamičková-Pelcová Achte im Staffelrennen. Bei den Biathlon-Weltmeisterschaften 1992 in Nowosibirsk, bei denen die nicht-olympischen Mannschaftswettkämpfe ausgetragen wurden, gewann sie mit Eva Háková, Kulhavá und Pelcová die Bronzemedaille hinter den Vertretungen aus Deutschland und der GUS. Es folgten weitere Einsätze im Weltcup, bei denen sie, nun für Tschechien startend, immer wieder die Punkteränge erreichte. Auch im Europacup konnte Suvová in der Saison 1992/93 nennenswerte Erfolge erreichen. Hinter Jiřina Rázlová und Agata Suszka wurde sie Dritte in der Gesamtwertung der Rennserie. Letzter Höhepunkt und Karriereende wurden die Olympischen Winterspiele 1992 von Lillehammer, bei denen sie einzig im Sprint zum Einsatz kam, bei dem sie 63. wurde.

## Biathlon-Weltcup-Platzierungen
Die Tabelle zeigt alle Platzierungen (je nach Austragungsjahr einschließlich Olympische Spiele und Weltmeisterschaften).
- 1.–3. Platz: Anzahl der Podiumsplatzierungen
- Top 10: Anzahl der Platzierungen unter den ersten zehn (einschließlich Podium)
- Punkteränge: Anzahl der Platzierungen innerhalb der Punkteränge (einschließlich Podium und Top 10)
- Starts: Anzahl gelaufener Rennen in der jeweiligen Disziplin
- Staffel: inklusive Mixed-Staffel

| Platzierung                                              | Einzel | Sprint | Verfolgung | Massenstart | Team | Staffel | Gesamt |
| -------------------------------------------------------- | ------ | ------ | ---------- | ----------- | ---- | ------- | ------ |
| 1. Platz                                                 |        |        |            |             |      |         |        |
| 2. Platz                                                 |        | 1      |            |             |      |         | 1      |
| 3. Platz                                                 |        |        |            |             |      |         |        |
| Top 10                                                   |        | 1      |            |             |      | 1       | 2      |
| Punkteränge                                              | 2      | 3      |            |             |      | 1       | 6      |
| Starts                                                   | 7      | 9      |            |             |      | 1       | 17     |
| Stand: Karriereende, Daten möglicherweise nicht komplett |        |        |            |             |      |         |        |